# Livpäls m/1913
Livpäls m/1913 var en livpäls som användes inom försvarsmakten.

## Utseende
Denna livpäls som var i vitt fårskinn hade en enradig knapprad om sex knappar vilka hos officerare samt fanjunkare var bronserade. På vardera ärm finns ett 10 cm högt ärmuppslag. Livpälsen har även två större sidofickor. Slutligen så är livpälsens gradbeteckning i form av axelklaffar.

## Användning
Denna livpäls togs fram som efterföljare till livpäls m/1905-1910 och kom att användas till enhetsuniformerna m/1910 och m/1923.